# Bûcher funéraire
Le bûcher funéraire est un amas de bois sur lequel sont mis, dans certaines cultures, les cadavres pour le rituel de crémation. Cette pratique de rite funéraire remonte à l'Antiquité et existe encore dans certaines cultures modernes.

## Antiquité
L'archéologie moderne des nécropoles antiques tend à élargir son champ d'investigation, en étudiant aussi les vestiges des bûchers funéraires, afin de reconstituer autant que possible les gestes rituels de la crémation : emplacement et aménagement du bûcher, qualité et types de bois employés déduites des charbons résiduels, offrandes éventuellement déposées sur le bûcher, estimation de la température de combustion selon le degré d'incinération plus ou moins complète des ossements qui subsistent ou d'altération des offrandes par la chaleur ; nettoyage ou non des cendres et collecte des vestiges humains de combustion. La crémation était pratiquée dans plusieurs civilisations antiques, comme en Grèce, où elle était le privilège des plus riches. 
Les Vikings utilisaient également des bûchers funéraires.

## Monde moderne

### Inde
L'antyeshti appelé également Antim Sanskar est la cérémonie funéraire dans l'hindouisme, un des rites principaux de cette foi, rites regroupés sous le nom de samskaras. Il est dans la tradition séculaire que le fidèle voit son cadavre brûler sur un tas de bois.
En Inde, la satî est le nom du sacrifice des veuves qui « se jettent » (sont jetées) vivantes dans le bûcher crématoire de leur époux. Le jauhâr était une coutume indienne de mort volontaire sur le bûcher funéraire des femmes de guerriers râjputs afin d'éviter la capture par les musulmans à l'occasion de la défaite des villes ou des forts.

### Népal

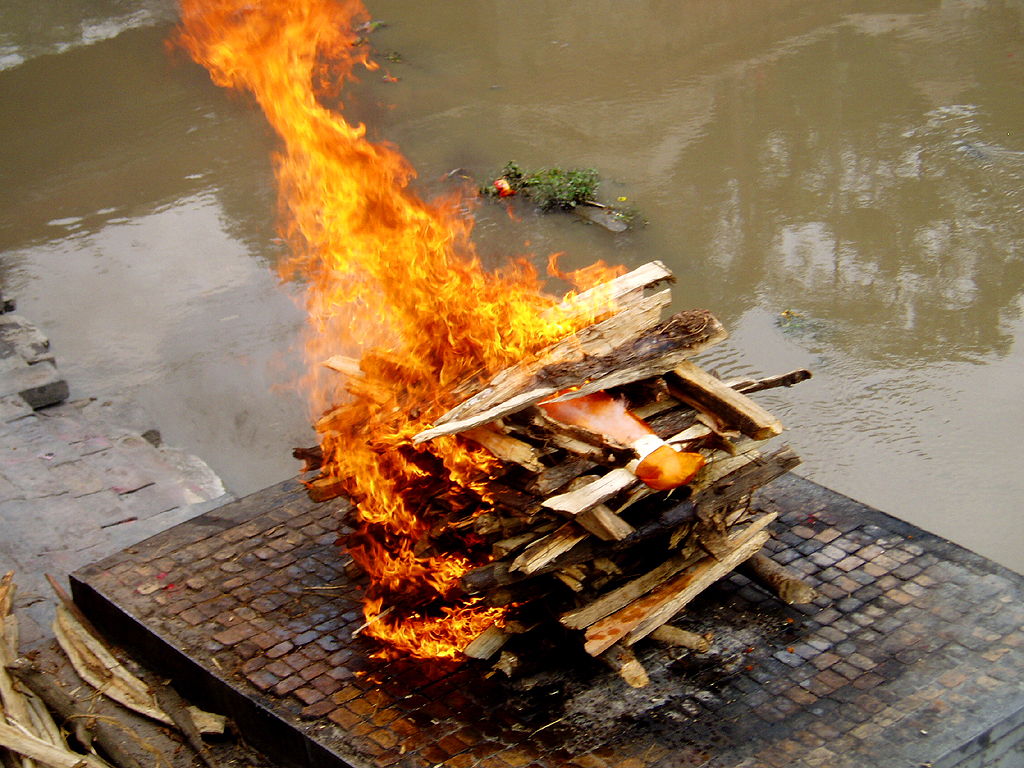
Bûcher funéraire au Népal.

Chez les Tamang de l'Est, chaque frère de clan et chaque oncle maternel du défunt contribue à la constitution du bûcher funéraire en apportant une bûche. Les bûches sont disposées en sept couches entrecroisées. Les porteurs du défunt, enfermé dans une structure en bambou, font trois fois le tour du bûcher et le déposent au-dessus. Le lama qui préside la cérémonie enflamme le bûcher avec une tige de bois sèche entourée de coton imbibé d'huile. À leur tour, les fils et les gendres du défunt enflamment les quatre angles du bûcher. Le lama veille auprès du bûcher et médite toute la nuit. Au matin, le gendre principal recueille les cendres du bûcher, qui seront jetées à la rivière, à l'exception d'un fragment d'os du crâne qui sera ramené à la maison du défunt.

## Culture populaire
Dans la série de films Star Wars, les Jedi morts sont brûlés sur un bûcher funéraire. C'est notamment le cas de Dark Vador et de Qui-Gon Jinn.
Curieusement, l'ancien Sith Dark Maul a aussi eu droit au bûcher funéraire et le doit à Obi-Wan Kenobi après leur duel fatal sur Tatooine.
La série Games of Thrones met également en scène des bûchers funéraires.

### Articles
- Louis Carton, « Note sur la disposition du bûcher funéraire employé par les habitants de Bulla Regia », Comptes rendus des séances de l'Académie des Inscriptions et Belles-Lettres, 33e année, N. 6, 1889. pp. 429-432,
- Lambot Bernard, Méniel Patrice, Metzler Jeannot, « À propos des rites funéraires à la fin de l'âge du fer dans le nord-est de la Gaule », Bulletins et Mémoires de la Société d'anthropologie de Paris, Nouvelle Série, Tome 8 N°3-4, 1996, pp. 329-343, .
- Isabelle Le Goff, Hélène Guillot, « Les incinérations et l'archéologie de sauvetage: une stratégie qui s'élabore », Bulletins et Mémoires de la Société d'anthropologie de Paris, Nouvelle Série. Tome 8 N°3-4, 1996. pp. 223-235